# ضریب تضعیف جرمی

نمودار ضریب تضعیف جرمی برای آهن:
پراکندگی همدوس
پراکندگی ناهمدوس
فتوالکتریک
تولید زوج در میدان هسته‌ای
تولید زوج در میدان الکترونی
در مجموع

ضریب تضعیف جرمی (به انگلیسی: Mass attenuation coefficient) نام یک کمیت در دانش پرتوی و فیزیک پزشکی است.
پرتوهای ایکس در گذر از میان ماده به صورت نمایی تضعیف می‌گردند. چگونگی این گذر بستگی به کمیتی دارد بنام ضریب تضعیف جرمی که به صورت نسبت ضریب تضعیف خطی بر حسب چگالی تعریف می‌گردد:
{\displaystyle (\mu /\rho )}
که از قانون بیر استخراج شده‌است.
استفاده از این کمیت به ما این امکان را می‌دهد که تضعیف (یا ترقیق) پرتو را به جای اینکه بر حسب مسافت پیموده شده بیان کنیم، به صورت تابعی از جرم محیطی بیان کنیم که پرتو درون آن در حال عبور است.
یکای این کمیت cm2/gr است.